# Vinodolia scutarica
Vinodolia scutarica е вид охлюв от семейство Hydrobiidae. Видът е застрашен от изчезване.

## Разпространение
Разпространен е в Албания и Черна гора.